# 多貝萊城堡

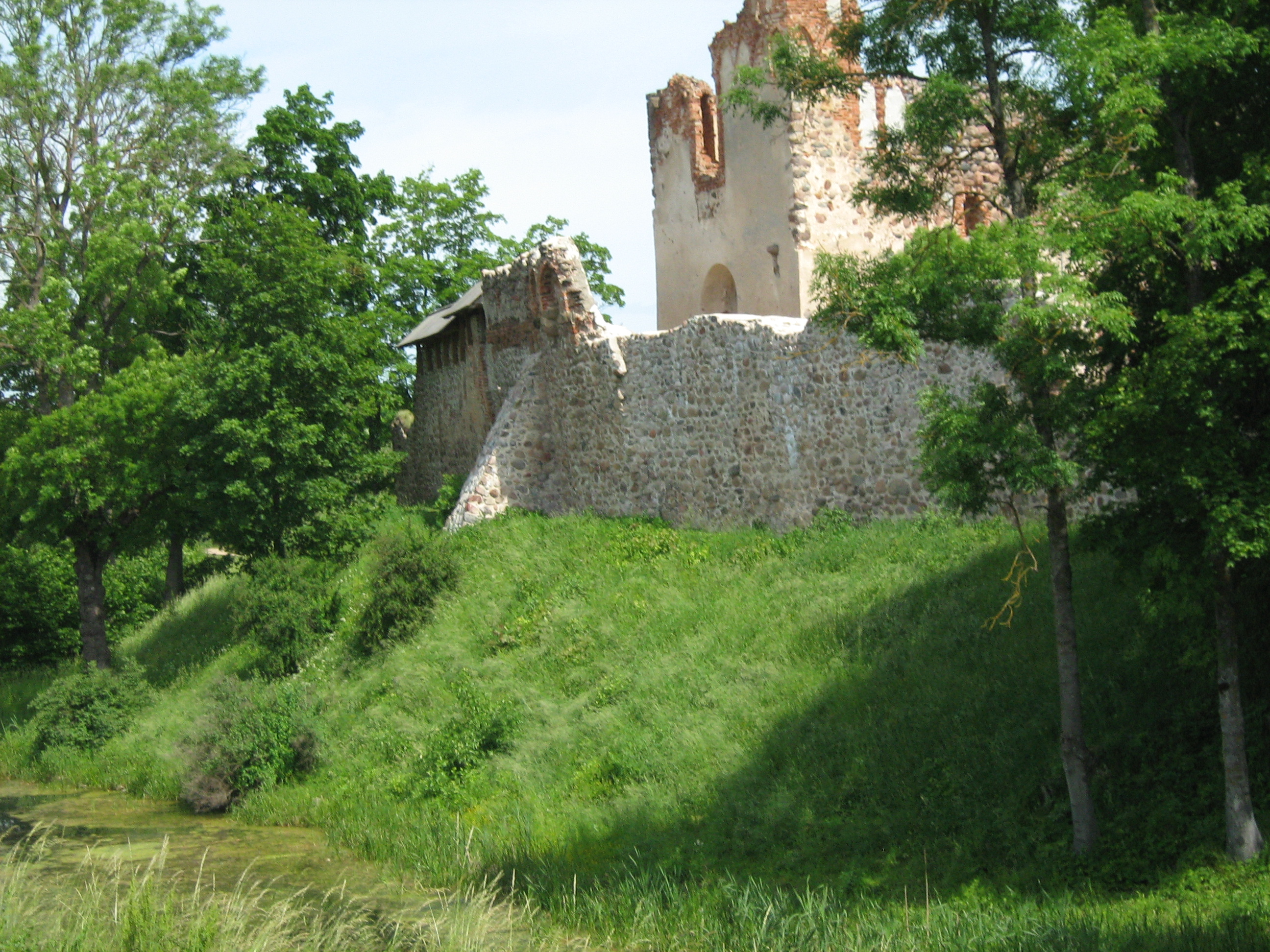

多貝萊城堡是拉脫維亞的一座城堡，位於瑟米加利亞地區城鎮多貝萊。這座城堡由立窩尼亞騎士團修建於1335年，修建在一座更古老的城堡原址上。